# Bilapora Barat
Bilapora Barat is een bestuurslaag in het regentschap Sumenep van de provincie Oost-Java, Indonesië. Bilapora Barat telt 1245 inwoners (volkstelling 2010).